# Luigi Santarella
Luigi Santarella (né à Corato le 12 septembre 1886 et mort à Milan le 8 septembre 1935) est un ingénieur italien surtout connu pour ses publications sur la technique de construction en béton armé.

## Biographie
Luigi Santarella a suivi les cours d’ingénieur auprès de l'École polytechnique de Milan, où il a enseigné de 1920 à 1935, la technique de Construction en ciment armé et de Ponts et structures spéciales, Constructions civiles, Fondations etc...
Il a mené des expérimentations et évaluations du comportement du béton armé auprès du Gabinetto Costruzione di Ponti, a projeté des ponts en béton armé, contribuant à l'élaboration des théories pour l'analyse de ce genre de structures.
L'école [I.P.S.I.A.] de Bari porte son nom.

## Publications
La publication la plus estimée est  Prontuario del cemento armato. Dati e formule per rendere più spedito lo studio ed il controllo dei progetti di massima nelle strutture più comuni, Milano, Hoepli, 1929. En 1997, sort la XXXVIIe édition mise à jour avec les normes de 1996.
- Avec E. Miozzi, Ponti italiani in cemento armato, Milan, Hoepli, 1924.
- Il cemento armato nelle costruzioni civili ed industriali, Milan, Hoepli, 1926 (2 vol).
- Ponti in muratura ed in cemento armato. Fondazioni, opere marittime, Milan, Gruppo Universitario Fascista Milanese, 1929.
- La tecnica delle fondazioni con particolare riguardo alla costruzione dei ponti e delle grandi strutture, Milan, Hoepli, 1930.
- Avec E. Miozzi, Ponti italiani in cemento armato. Seconda raccolta, Milan, Hoepli, 1932.
- Arte e tecnica dell'evoluzione dei ponti. I ponti in legno, in pietra, in ferro, in cemento armato, Milan, Hoepli, 1933.
- Il cemento armato, Milan, Hoepli, 4ª ed., 1936 (3 vol).

Traductions
- E. Mörsch, Teoria e pratica del cemento armato, (a cura di Luigi Santarella), Milan, Hoepli, 1923.
- E. Müller-Breslau La scienza delle costruzioni (4 vol, a cura di Carlo Rossi Luigi Santarella), Milan, Hoepli, 1927.